# Der göttliche Mister Faber
Der göttliche Mister Faber (Originaltitel: Arlen Faber, Alternativtitel: The Answer Man) ist eine US-amerikanische Liebes-Komödie aus dem Jahr 2009. In dem von John Hindman geschriebenen und inszenierten Film spielen Jeff Daniels und Lauren Graham sowie Lou Taylor Pucci und Olivia Thirlby die Hauptrollen.

## Handlung
Jeder möchte Arlen Faber kennenlernen, da er der berühmte Autor des weltweit meistverkauften spirituellen Buches Me and God ist. Allerdings möchte der launische und miesepetrige Arlen einfach nur allein gelassen werden. Außerdem liegt ihm daran, seine Identität um jeden Preis geheim zu halten. So hat er sich in seinem Haus in Philadelphia verschanzt und gibt sich, wenn es an der Tür läutet, als sein eigener Angestellter aus. Als er jedoch die Bekanntschaft der Chiropraktikerin Elizabeth macht, die er wegen eines akuten Bandscheibenvorfalls und unerträglicher Rückenschmerzen auf allen vieren aufsucht, ändert sich sein einsiedlerisches Verhalten langsam. Elizabeth lebt mit ihrem bemerkenswerten siebenjährigen Sohn, dem ihre übergroße Fürsorge gilt, allein.
Nachdem ein Postzusteller durch einen Trick herausbekommen hat, wem er da säckeweise Post bringt und dem in Schwierigkeiten geratenen Buchladenbesitzer Kris Lucas die Adresse von Arlen verrät, sieht dieser sich der Forderung von Kris ausgesetzt, ihm ausgesuchte Sätze aus Büchern seines Ladens zu erklären, im Gegenzug verrate er niemandem, wo der berühmte Autor wohne. Lucas, der eine Entziehungskur hinter sich hat, ist auf der Suche nach Antworten auf Fragen, die er sich stellt, und die bisher unbeantwortet geblieben sind.
Arlen, der sich schon beim ersten Sehen in Elizabeth verliebt hat, freundet sich sogar mit ihrem schüchternen Sohn Alex an. Zunächst scheint alles perfekt zu verlaufen. Es stellt sich jedoch heraus, dass es für Arlen schwieriger ist als von ihm vermutet, sich auf Elizabeth einzustellen und sein eigenbrötlerisches Verhalten abzulegen, das er sich in den Jahren seines Alleinseins zugelegt hat. 
Nachdem sein Verhalten dazu führt, dass Elizabeth sich von ihm zurückzieht, wagt Arlen den Schritt nach vorn und lädt seine Leser anlässlich des 20. Jahrestags seines Erfolgs in Lucas’ Buchhandlung ein, wo er ihnen gesteht, dass Gott nicht mit ihm gesprochen habe, sondern er selbst Antworten finden musste, um die er Gott nach dem Tod seines Vaters gebeten hatte. Ob Gott die von ihm aufgeschriebenen Antworten mit zu verantworten habe, das wisse er nicht. Nach erster Betretenheit zeigen die Menschen Verständnis. Als Elizabeth, die auch zugegen war, davonläuft, folgt Arlen ihr und gesteht, dass die Antwort auf jede Frage, die er je gehabt habe, ein Junge wie Alex sei, der eine Mutter wie sie habe. Daraufhin beschließen beide, noch einmal von vorn anzufangen, denn nun könnte es vielleicht besser gehen. Und so geschieht es.  

## Produktion

### Produktionsnotizen
Es handelt sich um eine Produktion von 120dB Films, Messick Films und iDeal Partners Films Fund. Die Dreharbeiten begannen am 23. März 2008 in Philadelphia und endeten im Juni 2008. Die Drehorte waren in Greensboro und Philadelphia, beide in den USA. 

### Veröffentlichung
Die Premiere des Films fand am 18. Januar 2009 auf dem Sundance Film Festival statt. Im April 2009 wurde er dann auf dem Newport Beach International Film Festival vorgestellt, am 2. April 2009 auf dem Phoenix Film Festival sowie auf dem Sonoma International Film Festival und im Mai 2009 auf dem Seattle International Film Festival. Ab dem 26. Juni 2009 war er in den USA per Abrufvideo verfügbar und hatte am 22. Juli 2009 in den USA Fernsehpremiere. Am 23. Juli 2009 wurde er auf dem Stony Brooks Film Festival aufgeführt und kam ab dem 24. Juli 2009 in ausgesuchten Kinos zu Aufführung. In Frankreich wurde er am 30. Dezember 2009 veröffentlicht. In Ungarn war er im Februar 2010 im Fernsehen zu sehen. In Portugal wurde er im April 2010 veröffentlicht. In Schweden und den Niederlanden wurde er auf DVD veröffentlicht, ebenso erschien er am 24. Februar 2011 mit einer deutschen Tonspur in Deutschland.
Veröffentlicht wurde er zudem in Argentinien, Bulgarien und Russland. Der englische Arbeitstitel lautete: The Dream of the Romans. 

### Soundtrack
- Mr. Pitiful von Matt Costa
- I Love You von Bruce Connole – Vortrag: The Jetzons
- La Pie Voleuse von Gioachino Rossini – Vortrag: 5 Alarm Musicians
- Isn’t It Romantic von Richard Rodgers und Lorenz Hart – Vortrag: Ella Fitzgerald, weiterer Vortrag: Dick Hindman
- Blumenduett aus Lakmé von Léo Delibes – Vortrag: Adriana Kohutkova, Denisa Slepkovska
zusammen mit dem Slovak Radio Symphony Orchestra unter der Leitung von Johannes Wildner
- Aborigen/Indigena von Christopher Mad’Dene und Bruno Da Sylva – Vortrag: Studio Musicians
- Don’t Wait Too Long von Madeleine Peyroux, Jesse Harris und Larry Klein – Vortrag: Madeleine Peyroux

## Kritik
Der bekannte und nicht furchtbar aufregende Ausgangspunkt der Geschichte sei mit dafür verantwortlich, dass der Film trotz einiger schöner Aufnahmen von Philadelphia einfach nicht funktioniere, so A. O. Scott in seiner New York Times-Kritik. Es gebe zwar einige interessante Ideen und potenziell einnehmende Charaktere, der Film biete aber zu wenig, um wirklich mit den Figuren mitfühlen zu können. Nichts im Handlungsablauf sei besonders überraschend, was noch in Ordnung wäre, wenn der Film nicht insgesamt ermüdend wäre und seine Charaktere mit mehr Leben ausgestattet hätte. Vor allem Arlen lege ein sehr widersprüchliches Verhalten an den Tag, sei abwechselnd weise, unausstehlich, ängstlich oder weltgewandt. Selbst Jeff Daniels mit seiner geschickten Gewandtheit schaffe es nicht, das alles in Einklang  zu bringen.
Die Redaktion der Fernsehzeitschrift Prisma meinte: „Diese bittersüße wie romantische Komödie mit tragischen Einschüben und satirischen Spitzen ist das Regiedebüt des US-Filmemachers John Hindman, das er nach eigenem Buch inszenierte. Zwar nicht immer klischeefrei inszeniert, überzeugt Jeff Daniels in der Rolle des einsamen Arlen Faber, der dank seiner schönen Chiropraktikerin (Lauren Graham) doch noch einmal ins Leben zurückfindet. Ebenfalls gut aufgelegt präsentiert sich Lou Taylor Pucci (‚Thumbsucker‘) als Ex-Drogenabhängiger auf der Suche nach dem Sinn des Lebens.“
Für Kino.de war der Film eine „charmante, satirisch unterminierte Stadtneurotiker-Beziehungskomöde“ in einer „künstlerisch ambitionierten, an den Intellekt appellierenden Regiedebütglanztat des bisher vorrangig als origineller TV-Produzent aufgefallenen John Hindman“. Man bescheinigte dem Film „gut beobachtete Situationskomik in flottem Wechsel mit mediensatirischen Anspielungen“.

## Auszeichnungen
- 2009: Grand-Jury-Prize-Nominierung für John Hindman beim Sundance Film Festival in der Kategorie Dramatic
- 2010: Casting-Society-of-America-Nominierung für den Outstanding Achievement in Casting – Low Budget Feature in der Kategorie Drama/Comedy